# Premier ministre d'Irlande du Nord (1921-1972)
Pour les articles homonymes, voir Premier ministre d'Irlande du Nord.

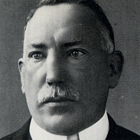
James Craig, 1er premier ministre d'Irlande du Nord

Le Premier ministre d'Irlande du Nord (anglais : Prime Minister of Northern Ireland) est le chef du gouvernement d'Irlande du Nord de 1921 à 1972. Avec l'introduction du Direct Rule en 1972, l'Irlande du Nord passe sous le contrôle du Bureau pour l'Irlande du Nord et du secrétaire d'État pour l'Irlande du Nord.
| #  | Nom                    | Mandat                                | Parti                    | Cabinet                  |
| -- | ---------------------- | ------------------------------------- | ------------------------ | ------------------------ |
| 1. | James Craig            | 7 juin 1921 - 24 novembre 1940 (mort) | Parti unioniste d'Ulster | Cabinet Craig            |
| 2. | John Miller Andrews    | 27 novembre 1940 - 1er mai 1943       | Parti unioniste d'Ulster | Cabinet Andrews          |
| 3. | Basil Brooke           | 1er mai 1943 - 26 mars 1963           | Parti unioniste d'Ulster | Cabinet Brooke           |
| 4. | Terence O'Neill        | 26 mars 1963 - 1er mai 1969           | Parti unioniste d'Ulster | Cabinet O'Neill          |
| 5. | James Chichester-Clark | 1er mai 1969 - 23 mars 1971           | Parti unioniste d'Ulster | Cabinet Chichester-Clark |
| 6. | Brian Faulkner         | 23 mars 1971 - 30 mars 1972           | Parti unioniste d'Ulster | Cabinet Faulkner         |